# 陳開
陳開（1822年—1861年），廣東三水（一说南海佛山）人，大成国首领。原为天地会领导人，受金田起义的影响，1854年与李文茂起义，以嗣統為年號，包围广州，两广总督葉名琛在英国香港總督宝宁援助下，坚守广州半年不失。陈开转移到广西，联合西江水勇领袖梁培友，率战船一千艘，先克广西浔州（今桂平）。咸丰五年（1855年）八月，陈李等人入城，建立大成国，改元洪德，发行洪德通宝。改浔州为秀京，以浔州衙门为王府，并蓄发易服，颁发制度，分官设守，开炉铸钱。陈开自称平浔王（初称鎮南王），并且分封诸王，李文茂为平靖王、梁培友为平東王、区潤为平西王、梁昌为定北王。
1858年，陳開率東路軍从梧州出发，李文茂率西路軍从柳州出发，进攻桂林，蒋益澧率湘軍支援桂林。西路軍战敗，東路軍撤退。其後，柳州、梧州失陷。
1861年，清軍大举进攻秀京。陳開水軍全军覆没，退守秀京城内。秀京内地主起事，陳開逃出秀京，想投奔太平天国的石達開軍队。途中，被俘杀害。